# 克氏深海電鰩
克氏深海電鰩（學名：Benthobatis kreffti），又稱克氏深海電鱝，為軟骨魚綱電鰩目雙鰭電鰩科雙鰭電鰩屬的一種，被IUCN列為易危保育類動物，分布於西南大西洋巴西外海海域，深度420至527公尺，體長可達30公分，棲息在大陸坡沙泥底質海域，為深海底棲性魚類，屬肉食性，以蠕蟲、等足類和片腳類為食，體內的發電器官，可能用來防禦或捕食，生活習性不明。